# 桑幡紀行

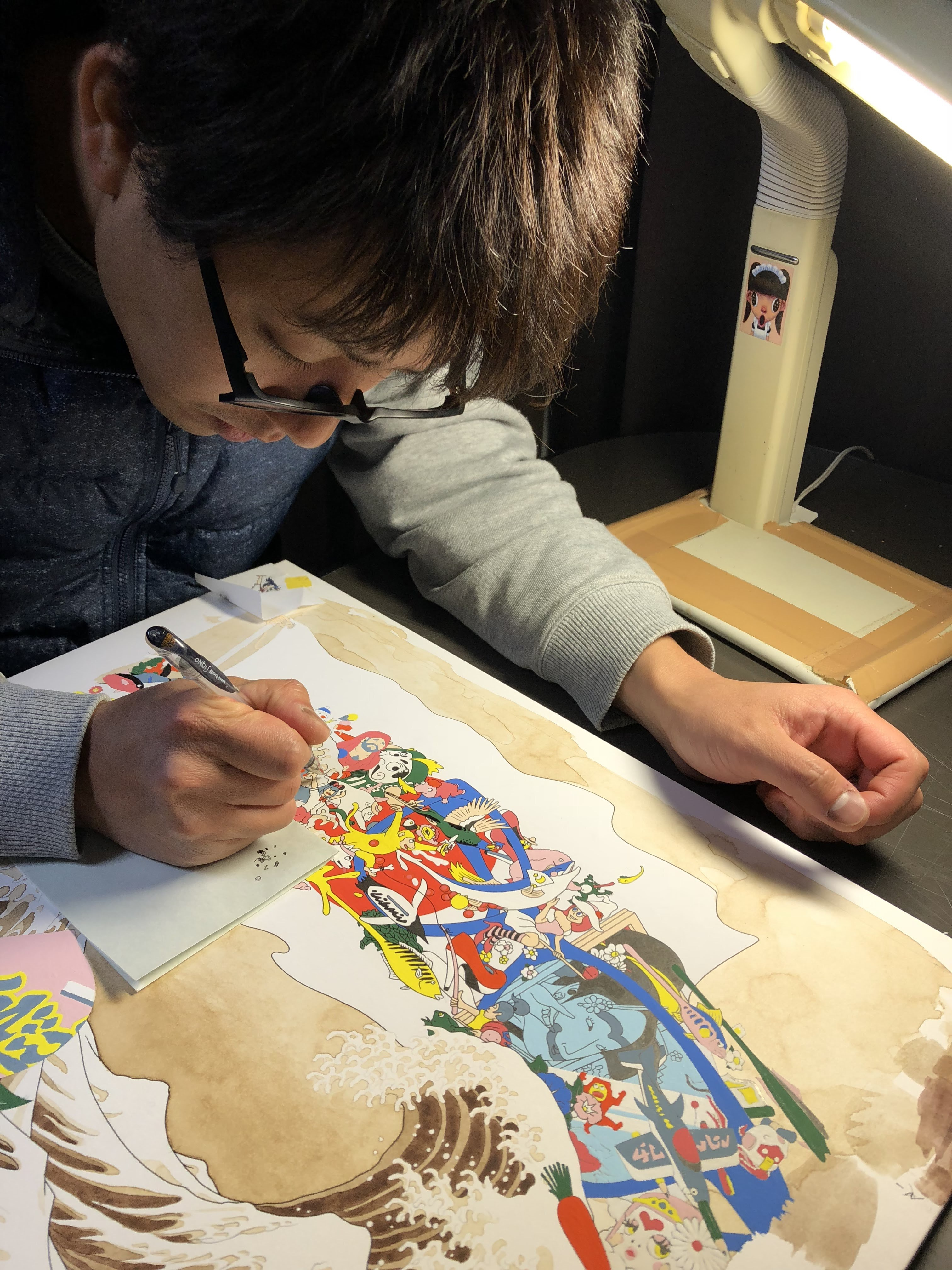

桑幡 紀行（くわはた のりゆき、1986年（昭和61年）12月11日 - ）は、日本の現代アーティスト。鹿児島県姶良郡（現・姶良市）出身。同県学校法人赤塚学園タラデザイン専門学校専攻卒。色鮮やかでポップな作品を発表している。作品制作は、アナログにこだわりがあり、主に使う画材はアクリル絵の具とボールペン。
個人名義としてNoriyuki.名義での活動が多い。

## 主な展覧会
- 個展
  - 「桑幡 紀行展」、Kagoshima Gallery Project(鹿児島)、2012年
  - 「桑幡 紀行 原画展」、Art Space RONDO(東京)、2014年
  - 「THE WORLD～SOZO～」、SOZO HAIR＆MAKE(東京)、2014年
  - 「THE WORLD」、Gallery Camellia（東京）、2015年
  - 「THE WORLD」2nd SEASON、Gallery 201(東京)、2015年
  - 「THE WORLD」3rd SEASON、のせ菓楽 U1SPACE(鹿児島)、2016年
  - 「THE WORLD」4th SEASON、Art Space RONDO(東京)、2016年
  - 「Noriyuki Kuwahata Exposition」、CLARA SCREMINI GALLERY(フランス)、2017年
  - 「THE WORLD」5th SEASON、ガレリア原宿(東京)、2017年
  - 「THE WORLD」6th SEASON、Gallery 201(東京)、2018年
  - 「鱻」アートスペース緑壱(東京)、2018年
  - CLARA SCREMINI GALLERY(フランス、パリ)「NORIYUKI Exposition」2019年
  - ギャラリー白樺(鹿児島)「THE WORLD」7th SEASON、2019年
  - gallery Dalston(東京、墨田)「THE WORLD」8th SEASON、2019年
  - アートスペース緑壱(東京、墨田)「THE WORLD」9th SEASON、2021年
  - eplus LIVING ROOM CAFE&DINING(東京、渋谷)個展「THE WORLD」10th SEASON、2021年

- その他
  - 「GEISAI #18」、東京都立産業貿易センター台東館(東京)、2013年
  - 「TAGBOAT ARTFES 2013」、東京都立産業貿易センター浜松町館(東京)、2013年
  - 「ダルマ展」、YONABE Gallery(神奈川)、2013年
  - 「GEISAI #20」、東京流通センター(東京)、2014年
  - 「TOKYO DESIGNERS WEEK 2014」SHOP ART WALK、明治神宮外苑絵画館前(東京)、2014年
  - 「横浜アートコンペティション2015～Lifetime Happiness～」、象の鼻テラス(神奈川)、2015年
  - 「デザインフェスタvol.41」、東京ビッグサイト(東京)、2015年
  - 「Affordable Art Fair」、 (ロンドン、ハムステッド)、2015年
  - 「Young Creators Award 2015」、MI gallery(大阪)、2015年
  - 「文化風格 臺日美術交流展」、臺中市港區藝術中心 TAICHUNG CITY SEAPORT ART CENTER (台湾)、2018年
  - 「East West Artists Exchange Exhibition London 2018」、POSK GALLERY(イギリス)、2018年
  - 「Tatsucon Selection 2019」、GALLERY龍屋(愛知)、2019年
  - WHYNOT. TOKYO(東京、祐天寺)「the Power of Colour」
  - 東京ポートシティ竹芝(東京、浜松町)　TAGBOAT 「Independent Tokyo 2021」2021年
  - KOUICHI FINE ARTS(大阪)「Alternative Selection 4 -Face and Figures-」2021年